# Ladenbergia ulei
Espèce
Synonymes
- Buena hookeriana (Wedd.) Wedd.[2]
- Buena muzonensis (Goudot) Wedd.[2]
- Cascarilla hookeriana Wedd.[2]
- Cascarilla muzonensis (Goudot) Wedd.[2]
- Cinchona henleana H.Karst.[2]
- Cinchona muzonensis Goudot[2]
- Henlea muzonensis (Goudot) Klotzsch & H.Karst. ex Walp.[2]
- Henlea rosea Klotzsch & H.Karst. ex Walp.[2]
- Ladenbergia hookeriana (Wedd.) Standl.[2]
- Ladenbergia ulei Standl.[2]
- Rustia rosea (Klotzsch & H.Karst. ex Walp.) K.Schum.[2]

Statut de conservation UICN

 VU D2 : Vulnérable
Ladenbergia ulei est une espèce de plantes de la famille des Rubiaceae.

## Publication originale
- Publications of the Field Museum of Natural History, Botanical Series 11(5): 220. 1936.